# Magnus Erlingmark
Per Magnus Erlingmark (Jönköping, Švedska, 8. srpnja 1968.) je bivši švedski nogometaš i nacionalni reprezentativac. Cijelu igračku karijeru proveo je u domovini a najviše u IFK Göteborgu s kojim je bio četverostruki uzastopni prvak Švedske.
S nacionalnom reprezentacijom nastupio je na Europskom prvenstvu 1992. dok je 1994. na Svjetskom prvenstvu u SAD-u osvojio broncu.

## Osvojeni trofeji

### Klupski trofeji
| Klub         | Trofej            | Sezona / godina |
| Švedska      | Švedska           | Švedska         |
| ------------ | ----------------- | --------------- |
| IFK Göteborg | Švedsko prvenstvo | 1993.           |
| IFK Göteborg | Švedsko prvenstvo | 1994.           |
| IFK Göteborg | Švedsko prvenstvo | 1995.           |
| IFK Göteborg | Švedsko prvenstvo | 1996.           |

### Reprezentativni trofeji
| Turnir                     | Trofej | Godina |
| -------------------------- | ------ | ------ |
| Svjetsko prvenstvo u SAD-u | Bronca | 1994.  |

## Vanjske poveznice
- Weltfussball.de
- Transfermarkt.de